# Champdeniers-Saint-Denis
Champdeniers-Saint-Denis – miejscowość i gmina we Francji, w regionie Nowa Akwitania, w departamencie Deux-Sèvres.
Według danych na rok 1990 gminę zamieszkiwało 1456 osób, a gęstość zaludnienia wynosiła 67 osób/km² (wśród 1467 gmin regionu Poitou-Charentes Champdeniers-Saint-Denis plasuje się na 195. miejscu pod względem liczby ludności, natomiast pod względem powierzchni na miejscu 342.).